# Dalton Trumbo

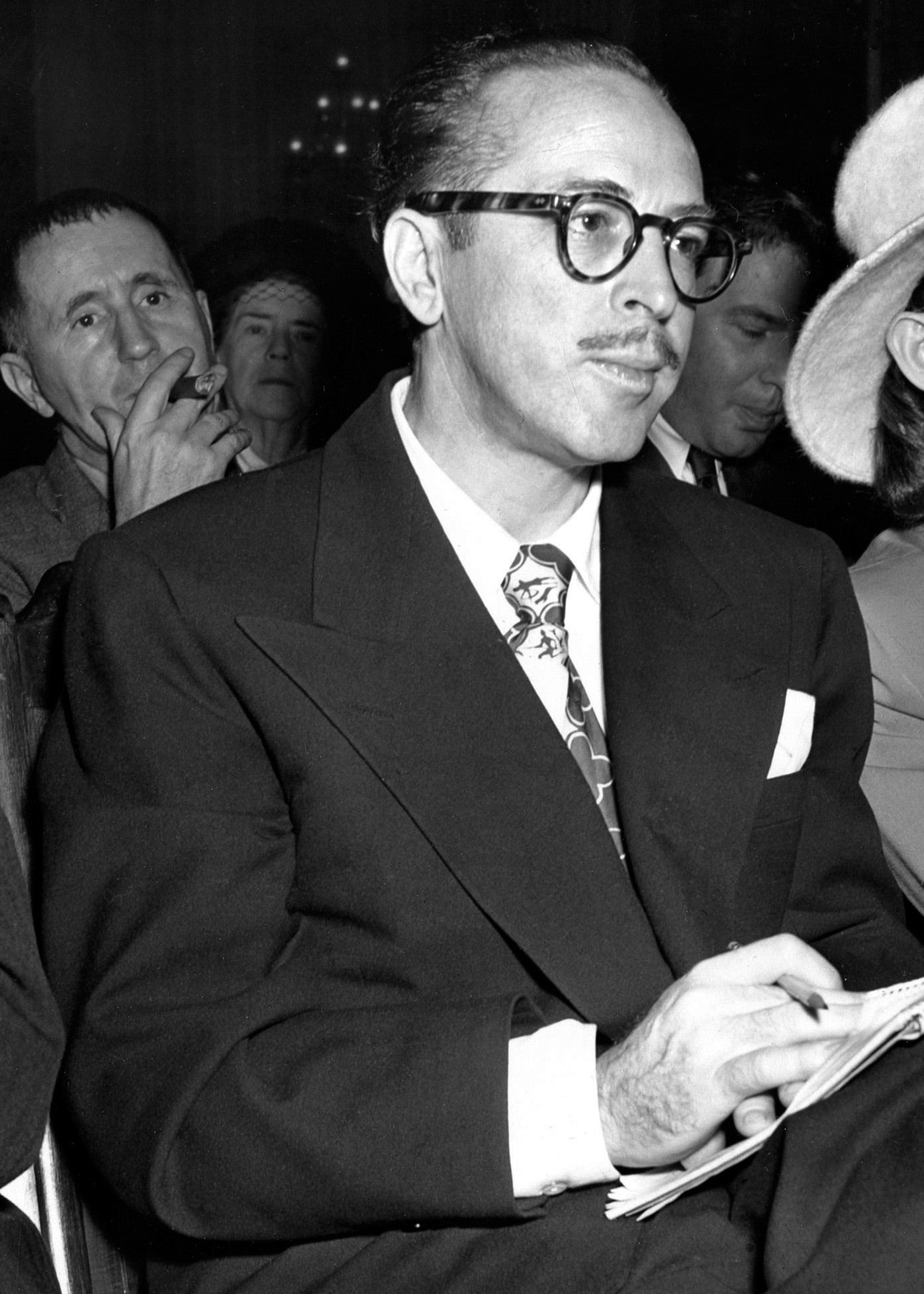
Dalton Trumbo

Dalton Trumbo (9. prosince 1905 Montrose, Colorado, USA – 10. září 1976 Los Angeles, Kalifornie, USA) byl americký filmový scenárista a spisovatel, nositel prestižního ocenění Americké filmové akademie Oscar.
Jednalo se pravděpodobně o jednoho z nejnadanějších členů tzv. Hollywoodské desítky. V roce 1947 byl obviněn z nepřístojných levicových názorů a z nedovoleného zločineckého spolčení s komunisty. Odmítl však vypovídat před výborem pro neamerickou činnost a byl odsouzen k 11 měsícům ve vězení (1950). Na dlouhá léta se pak ocitl na tzv. hollywoodské černé listině – nesměl v Hollywoodu oficiálně pracovat. Psal tedy scénáře pod pseudonymem, pod různými krycími jmény přátel a známých. Tímto způsobem napsal zhruba 30 scénářů. Je autorem scénářů k celé řadě amerických snímků, které dnes patří ke klasice světové kinematografie.
První scénáře začal psát v roce 1937 a postupem doby se stal jedním z nejlépe placených hollywoodských scenáristů.
Podle jeho předlohy byl natočen dokumentární film F.T.A. proti válce ve Vietnamu a o politickém sdružení F.T.A. (Fuck the Army), v němž vystupovali mj. Jane Fondová a Donald Sutherland.
Jako spisovatel je znám i v ČR, mimo jiné svým výrazně protiválečným románem Johnny si vzal pušku, za který v roce 1939 obdržel prestižní Sellersovu cenu. Trumbo román zfilmoval pod vlastním režijním vedením v roce 1971. V Československé televizi byl natočen pod režijním vedením Miroslavy Valové stejnojmenný film, premiéru měl v únoru 1984.
Všechna obvinění z konce 40. a počátku 50. let 20. století byla později odvolána a Dalton Trumbo byl – zejména zásluhou Svazu amerických spisovatelů – plně rehabilitován. Mimo jiné to znamenalo, že původní titulky k mnoha filmům musely být při digitalizaci pro distribuci DVD opraveny a jméno Daltona Trumba bylo do titulků filmů navráceno, resp. jeho autorství uvedeno správně.

## Ocenění
- 1954 – Oscar – film Prázdniny v Římě (krycí autor: Ian McLellan Hunter)
- 1957 – Oscar – film The Brave One
- 1971 – Cannes – film Johny si vzal pušku
  - Cena FIPRESCI
  - Hlavní cena poroty
  - nominace na Zlatou palmu

## Scénáře
- 1940 – Kitty Foyle: The Natural History of a Woman (Slečna Kitty)
- 1941 – You Belong to Me
- 1942 – I Married a Witch
- 1944 – Thirty Seconds Over Tokyo (Třicet sekund nad Tokiem)
- 1945 – Our Vines Have Tender Grapes
- 1949 – Gun Crazy
- 1953 – Roman Holiday (Prázdniny v Římě)
- 1957 – The Deerslayer (Kožená punčocha)
- 1958 – Cowboy (Kovboj)
- 1959 – The Brave One
- 1960
  - Exodus
  - Spartacus (Spartakus)
- 1962 – Lonely Are the Brave
- 1963 – The Sandpiper (Písečný ptáček)
- 1966 – Hawaii
- 1968 – The Fixer
- 1971 – Johnny Got His Gun (Johny si vzal pušku) vlastní režie
- 1973
  - Executive Action
  - Papillon (Motýlek)

aj.

## Dokumenty o Daltonu Trumbovi
- 2007 – Trumbo (režie Peter Askin)
- 2015 – Trumbo (režie Jay Roach)

aj.